# Marcelina Nowak
Marcelina Nowak (ur. 19 lipca 1994 w Czeladzi) – polska siatkarka występująca na pozycji atakującej. Absolwentka klasy sportowej z roku 2009 Miejskiego Zespołu Szkół Gimnazjum nr 1 w Czeladzi. W sezonie 2010/2011 była najmłodszą siatkarką PlusLigi Kobiet. Od 2015 roku zawodniczka Wisły Warszawa.

## Kluby
- 2009–2010 MCKS Czeladź
- 2010–2011 Tauron MKS Dąbrowa Górnicza
- 2011–2012 SMS PZPS Sosnowiec
- 2013–2015 MUKS Sparta Warszawa
- 2015–2016 Wisła Warszawa